# Arc de Triomphe (film, 1948)
Pour les articles homonymes, voir Arc de triomphe (homonymie).

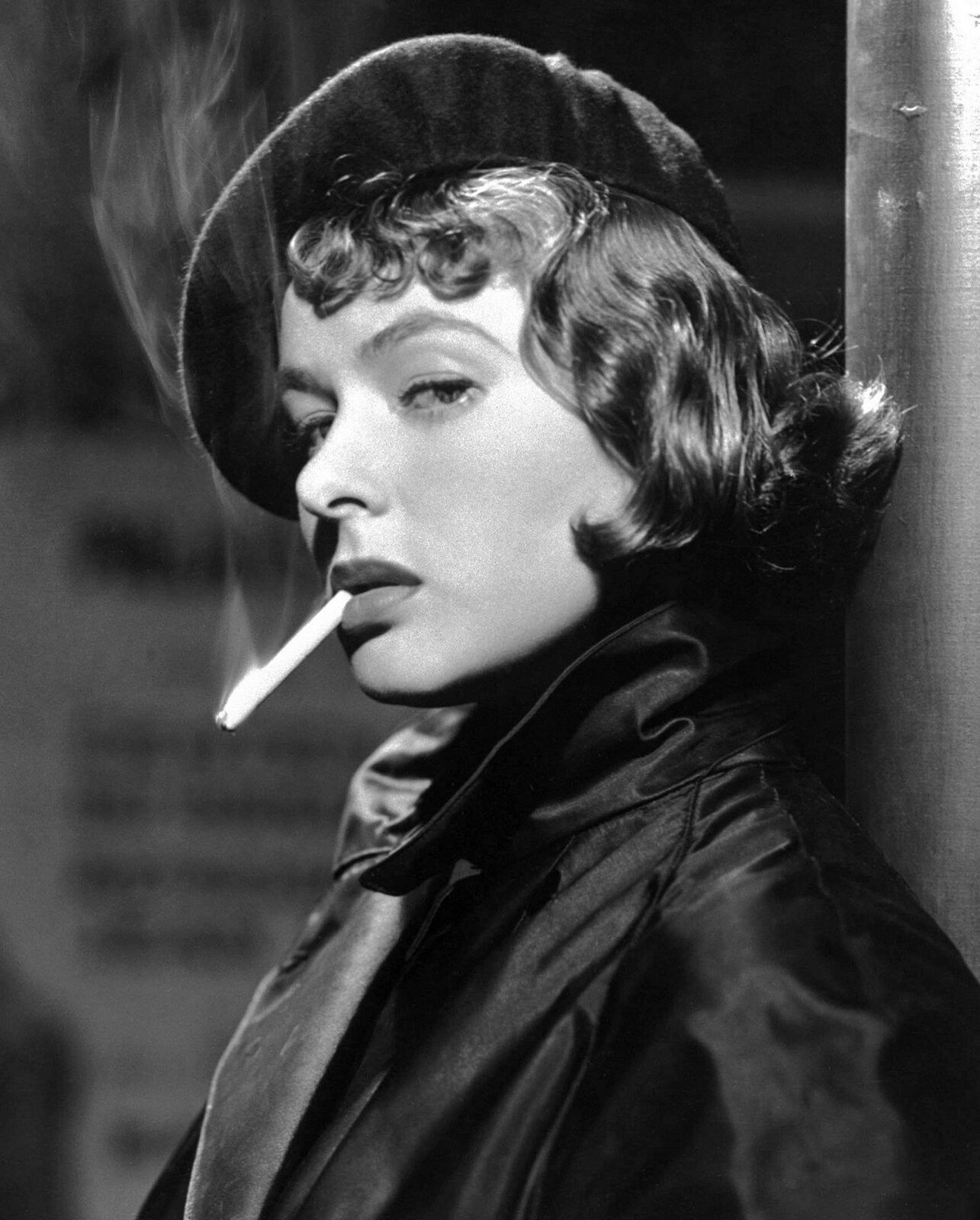
Ingrid Bergman dans le film.

Arc de Triomphe (Arch of Triumph) est un film américain réalisé par Lewis Milestone d'après le roman éponyme d'Erich Maria Remarque publié en 1946, sorti en salles en 1948.

## Synopsis
À la veille de la Seconde Guerre mondiale, Ravic, un chirurgien de renom, est torturé par Haake, un agent de la Gestapo. Il quitte son pays et se réfugie illégalement à Paris. Il y fait la connaissance de Joan Madou, qu'il sauve du suicide. Ils tombent amoureux l'un de l'autre et parviennent à atteindre la Côte d'azur. Mais Ravic est découvert par la police et extradé. Il parvient cependant à retourner en France après plusieurs mois.

## Fiche technique
- Titre original : Arch of Triumph
- Titre français : Arc de Triomphe
- Réalisation : Lewis Milestone
- Assistant réalisateur : Georges Lampin et Robert Aldrich
- Scénario : Lewis Milestone, Harry Brown, d'après le roman d'Erich Maria Remarque
- Chef opérateur : Russell Metty
- Musique : Louis Gruenberg
- Décors : Edward G. Boyle
- Costumes : Marion Herwood Keyes, William Cannell
- Production : David Lewis (en), Otto Klement (de)
- Pays d’origine :  États-Unis
- Langue originale : anglais, allemand
- Format : noir et blanc – 35 mm – 1,37:1 – mono (Western Electric Sound System)
- Genre : romance dramatique
- Durée : 120 minutes
- Dates de sortie : 
  -  États-Unis : mars 1948
  -  France : 19 septembre 1948

## Distribution
- Ingrid Bergman  (VF: Paula Dehelly): Joan Madou
- Charles Boyer  (VF: Charles Boyer): Dr Ravic
- Charles Laughton : von Haake
- Louis Calhern : Colonel Boris Morosov
- Ruth Warrick : Kate Bergstroem
- Roman Bohnen : Dr Veber
- J. Edward Bromberg : Gestionnaire de l'hôtel à Verdun
- Ruth Nelson : Madame Fessier
- Stephen Bekassy : Alex
- Curt Bois : le serveur tatoué
- Art Smith : Inspecteur
- Michael Romanoff (en) : Capitaine Alidze
- Hazel Brooks : Sybil

Acteurs non crédités
- Oliver Blake : Albert
- George Davis : Alois
- Katherine Emery : l'infirmière revêche